# A3 road

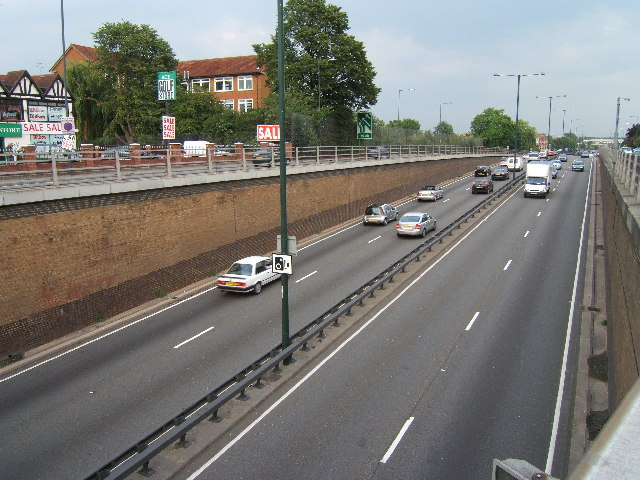
A3 in Hook (Aufnahme 2005)

Die auch als Portsmouth road bekannte A3 road (englisch für Straße A3) ist eine Fernverkehrsstraße und eine überwiegend mindestens vierstreifig ausgebaute Primary Route in England. Sie beginnt in London an King William Street, verläuft in generell südwestlicher Richtung über Kingston-upon-Thames, kreuzt den Londoner Autobahnring M25 motorway bei dessen Anschlussstelle junction 9, führt weiter an Guildford und Petersfield vorbei, wird bei Horndean zur Autobahn A3(M) und trifft schließlich östlich von Portsmouth auf die A27 road, während die „alte“, zweispurige A3 westlich davon über Waterlooville direkt nach Portsmouth führt und dort endet.
Der M3 motorway, der London in Verlängerung der A316 road, in Sunbury-on-Thames beginnend, über Basingstoke und Winchester mit Southampton verbindet, verläuft deutlich weiter im Nordwesten, zunächst parallel zur A30 road und dann zur A33 road.